# Česká strana národně socialistická
Česká strana národně socialistická (zkratka ČSNS 2005) byla česká levicová politická strana založená v prosinci roku 2005 členy České strany národně sociální poté, co se původní ČSNS ocitla v konkurzním řízení. Její původní název při registraci v prosinci 2005 zněl Česká strana národně sociální 2005.
Dne 4. března 2006 se strana na ustavujícím sjezdu v sále Leteckého klubu hotelu DUO na Praze 9 přejmenovala na svůj pozdější název. Podle výpisu o straně na stránkách ministerstva vnitra si však stále ponechala svou původní zkratku ČSNS 2005.
Předsedou strany byl v době jejího vzniku Jiří Stanislav, později straně předsedal Karel Janko.
28. května 2022 sjezd strany rozhodl o dobrovolném rozpuštění strany likvidací a následném sloučení do České strany národně sociální v souvislosti s ukončením konkurzního řízení původní strany.

## Historie
Česká strana národně socialistická se hlásila k historii Československé strany národně socialistické, založené v roce 1897 Josefem Klečákem a Aloisem Simonidem, například přejímala číslování sjezdů. V úctě k ní, spolu s Masarykovou demokratickou stranou, nechala strana na náměstí Pražského povstání postavit pomník Miladě Horákové a ostatním, kteří byli popraveni z politických důvodů.
Program strany se zaměřoval na zachování sociálního státu, zajištění bezpečnosti, zlepšení vymahatelnosti práva, zejména u rodinného práva, zeštíhlení byrokracie, státem garantované zdravotnictví a bytovou otázku a ekologickou politiku. V otázce rodinného práva se přikláněla ke zrychlení řízení týkajících se práv a povinností k nezletilým dětem a za právo dětí mít oba rodiče, aby nezletilému dítěti byl zaručen po rozvodu rodičů pravidelný a častý styk s rodičem, se kterým nežije ve stejné domácnosti. Byla stranou z hlediska politického profilu národně socialistickou. Zastávala názor, že politický profil strany vyplývá vždy z jejích členů a přání voličů. Strana zásadně odmítala nacionalismus. Národovectví chápala jako ochranu zájmů své vlasti, tak jak to podle názoru strany chápali zakladatelé Československa. Stejně tak odmítala jakékoliv projevy xenofobie. Ze stejného důvodu odmítala jakoukoliv spolupráci s ND a DSSS, stejně jako s ostatními organizacemi hlásajícími nacionalismus a xenofobii. Odmítala jakékoliv projevy marxistického socialismu a odmítala jakoukoliv spolupráci s komunisty.
Podle zakladatele a bývalého předsedy strany Jiřího Stanislava byla ČSNS historicky levicová strana odmítající jednoznačně spolupráci s komunisty, další možnosti byly podle něj otázkou dohod.

### Volby do Poslanecké sněmovny Parlamentu České republiky 2006
Ve volbách do Sněmovny 2006 strana kandidovala pouze ve dvou krajích, ve zbytku republiky podpořila kandidátky České strany sociálně demokratické.

### Volby do senátu a zastupitelstev krajů 2008
V senátních a krajských volbách v roce 2008 spolupracovala se Stranou zdravého rozumu.

### Jednání s členy ČSSD a přechod Jiřího Paroubka
Na přelomu roků 2010-2011 začalo nejvyšší vedení strany (Přemysl Votava, Karel Janko a Bohdan Babinec) v tajnosti vyjednávat s některými členy České strany sociálně demokratické o jejich možném přestupu do ČSNS 2005. Z počátku hlavní postavou ČSSD při vyjednávání byl Jiří Vyvadil, který také v únoru 2011 do strany přestoupil, což bylo vedením ČSNS 2005 prezentováno jako vítané posílení strany návratem starého národního socialisty. Vyvadil se netajil tím, že je v úzké spolupráci s Jiřím Paroubkem a že hodlá kandidovat na předsedu ČSNS 2005 během nastávajícího dubnového sjezdu. Na sjezdu strany došlo k nečekané události, kdy Vyvadil jako kandidát během projevu kritizoval Jiřího Paroubka a v kuloárech se vyjádřil, že Paroubek krátce předtím volal 1. místopředsedovi strany a žádal, aby členové ČSNS 2005 nevolili za předsedu Vyvadila. Novým předsedou byl zvolen dosavadní Karel Janko, Jiří Vyvadil se stal prvním místopředsedou. Během následujících dvou měsíců pokračoval Vyvadil přes média v kritice Jiřího Paroubka a jeho vztah s původním vedením strany, které z velké části na sjezdu obhájilo své pozice, se začal rapidně zhoršovat. V červnu byl Jiří Vyvadil obviněn členem Ústřední rady Bohdanem Babincem, že jedná a vystupuje na veřejnosti svévolně bez souhlasu vedení strany a ještě téhož měsíce byl vedením strany vyloučen. V tomto období (únor-červen), vstoupilo do strany několik desítek nových členů, zejména v Ústeckém kraji, z nichž značná část byli přistoupivší členové ČSSD (Jaroslav Andres, Milan Bartůněk). Jiří Paroubek i nadále zůstal v kontaktu s vedením strany. Během září se předseda strany Karel Janko distancoval od jednání s Jiřím Paroubkem a po určité době se proti vstupu Jiřího Paroubka postavil. Za obratem pravděpodobně stálo Paroubkovo odmítnutí radikálních politických názorů Karla Janka jako součásti nového programu. Karel Janko následně bez souhlasu vedení strany prezentoval v médiích své odmítavé názory - coby názory strany - na vstup Paroubka do ČSNS 2005. Byl proto ústřední radou strany dne 8. října 2011 zbaven své funkce a vyloučen ze strany..
Na sjezdu konaném 12. listopadu 2011 bylo schváleno sloučení strany s nově vzniklým subjektem Národní socialisté – levice 21. století (LEV 21), vedeným Jiřím Paroubkem. V den ustavujícího sjezdu strany Národní socialisté – levice 21. století 26. listopadu však Jiří Paroubek sloučení s ČSNS 2005 odmítl slovy: „...o slučování s jinou stranou neuvažujeme. Neproběhlo ani sloučení se stranou ČSNS 2005, jen někteří její členové přišli k nám.“

### Volby do Poslanecké sněmovny Parlamentu České republiky 2017
Ve volbách v roce 2017 členové strany kandidovali na kandidátkách České strany národně sociální. Společně obdrželi 1 573 hlasů (0,03 %) a nezískali tak žádný mandát.

## Předsedové strany
- Jiří Stanislav - 4. března 2006 – 8. listopadu 2008
- Karel Janko - 21. března 2009 – 28. května 2022

## Osobnosti strany
- Jiří Stanislav – zakladatel strany
- Karel Janko – předseda strany
- Jana Mihalíková – místopředsedkyně strany pro ekonomiku
- Tomáš Foral – člen předsednictva

## Volební výsledky
| Volby do Poslanecké sněmovny 2006   | 1 387   | 0,02 | 0  |
| Volby do zastupitelstev obcí 2006   | 100 512 | 0,09 | 48 |
| Volby do zastupitelstev krajů 2008  | 1 778   | 0,06 | 0  |
| Volby do Evropského parlamentu 2009 | 3 269   | 0,14 | 0  |
| Volby do Poslanecké sněmovny 2010   | 1 371   | 0,02 | 0  |
| Volby do Poslanecké sněmovny 2017   | 1 573   | 0,03 | 0  |